# Dix Bruce
Dix Bruce (* 1952; † Anfang Februar 2023) war ein US-amerikanischer Folk- und Jazzmusiker (Gitarre, Mandoline, Songwriting, Komposition), der auch im Bereich der Country-Musik und Bluegrass spielte.

## Leben und Wirken
Bruce wuchs im Mittleren Westen auf und begann mit zwölf Jahren Gitarre zu spielen. Nach dem College zog er in die San Francisco Bay Area. Er hatte schon früh sein Interesse an Bluegrass und akustischem Jazz entdeckt und gelangte in den Kreis um David Grisman; von 1978 bis 1984 war er Herausgeber von Grismans Mandolin World News. 1978 gründete Bruce die Band Back Up & Push, die auf seinem Album Tuxedo Blues zu hören war. Im Laufe der folgenden Jahre arbeitete er für Arhoolie Records als Tonmeister und auch als Komponist von Musik, die in den Computerspielen von Sims City zu hören ist. In dieser Zeit begann er, Unterricht für Akustikgitarren zu erteilen.
Neben häufiger Sessionarbeit veröffentlichte Bruce im traditionellen Stil das Soloalbum My Folk Heart; des Weiteren spielte er Big-Band-Musik mit dem Royal Society Jazz Orchestra, zu hören auf den Alben Radio Rhythm und Ain’t That a Grand and Glorious Feeling? von 1990. Ferner steuerte er seine Musik zum Dokumentarfilm Wild Wheels bei, nahm mit dem Bluegrass-Mandolinenmeister Frank Wakefield auf und war 30 Jahre lang Gitarrist in Jeremy Cohens Violinjazz-Band (A Taste of Violin Jazz, 1997). Bruce hatte auch ein langjähriges Duo mit Jim Nunally; Bruce und Nunally nahmen vier Alben mit Duetten auf und sind auch als Martin Guitar Clinicians getourt, bei denen Gitarren von C. F. Martin & Co. vorgestellt haben. Auf ihrem zweiten Album The Way Things Are nahmen Bruce und Nunally den von Bruce stammenden Song „When I Die“ auf, der im Stil eines klassischen Bluegrass-Duetts geschrieben wurde. Weitere Alben des Duos waren From Fathers to Sons, In My Beautiful Dream und Brothers at Heart. Im Bereich des Jazz war er laut Tom Lord zwischen 1972 und 2021 an zwölf Aufnahmesessions beteiligt, auch mit Carla Normand with The New Deal Jazz Band, zuletzt mit Jeremy Cohen (Music of Eddie South).
Als Musikpädagoge legte Bruce mehr als 50 Titel allein für den Musikverlag Mel Bay Publications vor wie Gypsy Swing & Hot Club Rhythm for Guitar; außerdem war er Gründer seines eigenen Lehrunternehmens Musix. In den späteren Jahren erstellte er eine Reihe von Videos für Acoustic Guitar Auctions, in denen Instrumente mit einer Reihe von Country-, Folk-, Blues- und Jazzmelodien präsentiert wurden.

## Publikationen (Auswahl)
- Christmas Favorites for Solo Guitar (2010)
- You Can Teach Yourself Country (2015)
- Bluegrass Breaks: Guitar: 23 Bluegrass Guitar Solos (2015)
- Old-Time Gospel Crosspicking Guitar Solos (2015)
- Parking Lot Picker's Songbook - Bass Edition (2016)
- Gypsy Swing & Hot Club Rhythm Complete: Guitar Edition (2020)
- Mandolin Picking Tunes – Beautiful American Airs & Ballads (2022)